# Augustin de Lestrange
Augustin de Lestrange (Colombièr lo Vielh (Ardecha), 1754 - Lió (Alvèrnia-Roine-Alps.), 17 de juliol, 1827) fou un monjo cistercenc de l'Abadia de La Trappe que va ser un dels principals artífexs de la continuïtat de la vida monàstica a França i a Europa malgrat la gran Revolució del seu país.
Era el 14è fill de Lluís Cèsar de Lestrange, empleat de la cort de Lluís XIV i de Perrete de Lalor, filla d'un irlandès, que havia seguit el rei Jaume a França el 1688. Agustí, anomenat al segle  Luis Enrique, va seguir la carrera eclesiàstica, sent ja conegut d'estudiant amb el títol de petit Sant. El 1778 va rebre el sacerdoci, i li van afegir a la parròquia de Sant Sulpici de París. Havent passat per Viena, en 1780, l'arquebisbe Pompignan el va nomenar el seu vicari general, i estava determinat a demanar-li per a coadjutor amb futura successió. En conèixer Lestrange que li volia fer bisbe, va fugir de Viena, i va ser dret a la Trapa, on va prendre l'hàbit de Sant Benet, i fet canònicament el seu noviciat, va professar l'any següent.
L'aprofitat que estava en la perfecció religiosa, va moure els superiors a confiar-li aviat l'educació dels novicis, càrrec que exercia el 1790, quan va arribar el decret de l'assemblea nacional, que suprimia les comunitats religioses. Agustí llavors va passar a Suïssa en companyia de 24 religiosos que van preferir seguir-lo abans que deixar l'hàbit. Van arribar allà a finals de maig de 1791, i després de reposar al monestir cistercenc d'Huterive, van dirigir-se a Val-Sainte, cartoixa abandonada deu anys abans, situada a 15 milles de Friburg. Aquí van començar una vida estreta segons la regla de Sant Benet i Constitucions del Cister, i va tenir tan feliç succés, que aviat es va augmentar la comunitat amb persones de diversos països, i fins i tot amb militars, que s'havien batut a l'exèrcit de Condé, i amb emigrats, de manera que es van poder fer noves fundacions a Espanya, Anglaterra, Brabant, Piemont, Hongria i Rússia.

## Funda noves Institucions
El 8 de desembre del mateix any 1791 el nunci de Pius VI va erigir en abadia el nou convent i va confirmar a Agustí en el càrrec i dignitat abacial per a la qual li havien triat els seus monjos, donant-li a més autoritat sobre les colònies sortides de Val- Sainte. Al mateix temps van començar a unir-se també religioses antigues que per fi, en 1796, van quedar establertes a Sembrancher (Valais), on es va recollir la princesa Lluïsa de Condé, que va renunciar al món en 1797. A més, per atendre á l'educació de la infantesa, va fundar l'abat Agustí un altre institut que va titular Tercera Ordre de la Trapa, que es va anar desenvolupant a tot arreu al costat dels monjos i monges d'aquesta Congregació. Quan més enfervoritzat es trobava a desenvolupar els seus plans, van penetrar els exèrcits republicans a Suïssa i van obligar els religiosos de Val-Saint a sortir d'aquest hospitalari país. Dividits en tres grups van partir per a Rússia, anant l'abat Agustí amb què llevava la princesa Condé (sor Maria José), la influència de la qual li va ser profitosa a les corts d'Àustria i Rússia. S'establí a Orche (Lituània); però irritat poc després Pau I amb els francesos per causa de la guerra, donà decret d'expulsió contra aquests, i els trapencs hagueren d'emigrar fent diverses estacions en el seu llarg pelegrinatge, anant a parar alguns a Anglaterra, altres als Estats Units, i per fi l'abat Agustí va tornar a Val-Sainte, fundant en 1802 diverses cases. Lo 1804 establiguèt una comunitat a Cervara, pas solament autoritzat, mas tanben retribuit per Napoleó I, que volguèt en mai que levès un autre monastèri als Alps, per refugi dels soldats franceses, en concedint per això 24.000 francs. Més en les trobades entre l'emperador i el papa Pius VII, es va mantenir l'abat Agustí inflexible per la causa de l'Església, per la qual cosa Napoleó ho va fer arrestar a Bordeus i va decretar la supressió de tots els establiments trapencs. L'abat Agustí va aconseguir escapar de la presó i se'n va anar a Rússia, on va patir nous perills, i d'allà va passar a Anglaterra, després a Martinica (1814) i d'allà a Nova York. Havent sabut la restauració dels Borbons a França, va embarcar-se amb els seus companys per a Val-Sainte, des d'on va dur a terme diverses importants fundacions.

## Desavinences internes i mort
Certes desavinences internes i externes el van obligar a anar a Roma el 1825, on va editar la ciutat santa amb les seves virtuts. Després visito a Monte Casino, bressol de l'ordre, on va caure greument malalt. Contra el que s'esperava va recobrar la salut i va tornar a Roma, on Leon XIII el va satisfer de benediccions, i per fi, al cap de dos anys, va poder tornar justificat a França; més en passar per Lió, s'agreujà la malaltia que patia i el va treure d'aquest desterrament el 16 de juliol de 1827. El seu cadàver va quedar exposat a la sacristia per satisfer la pietat dels fidels, que es disputaven fins a un tros dels seus hàbits, de manera que va caldre retirar-lo per evitar la seva profanació. Està enterrat a la Trapa al costat del cèlebre abat Rancé. Les seves ocupacions i viatges no van ser obstacle perquè deixés a la posteritat nombroses obres.

## Obra
- Réglaments de la Maison-Dieu de Notre Dame de la Trappe, par M. l'abbé de Rancé, augmentes des usages particuliers de la Val-Sainte (Friburg, 1794, 2 v. en 4ª)
- Conversations de dom Agustin, abbé de la Val-Sainte de Notre Dame de la Trappe, en Suisse, avec de petits enfants de son monastér, etc,. (París, 1798, Iv. en 12ª, i Lió);
- Instructions et réflexions à l'usage de ceux et de celles qui ont le bonheur de vivre dans la réforme de Notre Dame de la Trappe (en 4ª);
- Traité abrége de la sainte Volonté de Dieu, tiré en grande partie des Reflexions du pèce Nouet, et augmenté de quelques autres par un religieux de la Val-Sainte de Notre Dame de la Trappe (Lió, en 12ª, 2ª ed., 1822; 3ª revisada i aumentada, 1827, 12 ª.);
- Prières et réglaments de la confrérie de Notre Dame Auxiliatrice, Devoirs de Chrétien, impresa a Suïssa;
- Colection des Brefs de Pie VII, imprès a Anglaterra.
- Maniére de faire avec fruit, en 33 Stations, le chemín du gran Calvarie, établi á Belle Fontaine (París, 1824);
- una altra edició del Breviari de l'orde i diversos altres tractats d'avisos i oracions.